# Jacques Claude Bernard
 (février 2017).
Si vous disposez d'ouvrages ou d'articles de référence ou si vous connaissez des sites web de qualité traitant du thème abordé ici, merci de compléter l'article en donnant les références utiles à sa vérifiabilité et en les liant à la section « Notes et références ».
Jacques Claude Bernard (1760-1794) est un représentant de la section de Montreuil de la Commune de Paris. 

## Biographie
Né à Paris en 1760, ou 1761, il est qualifié de ci-devant ministre du Culte Catholique (vicaire à Sainte-Marguerite) demeurant 12 ou 14, rue Saint-Bernard.

Prêtre marié, et représentant de la section de Montreuil, il avait fait partie de la précédente Commune de Paris dite hébertiste, et est, avec Jacques Roux, un des commissaires chargés d'accompagner Louis XVI à l'échafaud, le 21 janvier 1793. 
Il est guillotiné le 10 thermidor an II (28 juillet 1794) pour avoir soutenu la Commune de Paris lors de l'insurrection anti-robespierriste le 9 thermidor an II (27 juillet 1794). 